# Barmbrack
Il barmbrack (in irlandese báirín breac) anche riportato con la grafia barm brack, e conosciuto anche come barrack, arrack, bar tack, barbarach e brack, è un tipo di pane dolce irlandese. Solitamente consumato durante la festività di Halloween in Irlanda, il barmbrack si presenta sotto forma di pagnotte tondeggianti e appiattite contenenti uva sultanina e uva passa che insaporiscono il panino e gli conferiscono maggiore consistenza.

## Tradizione di Halloween
Il barmbrack è un piatto protagonista della festività di Halloween in Irlanda e, secondo una tradizione, esso era in grado di predire il futuro. In origine si era soliti inserire all'interno di varie pagnotte un oggetto che poteva essere un pisello, un bastoncino di legno, un pezzo di stoffa, una moneta d'argento da sei penny e un anello. Se la persona riceveva il pisello non si sarebbe sposata in quell'anno, se otteneva il bastoncino, avrebbe avuto un matrimonio infelice e litigato con la sua dolce metà, chi riceveva il panno avrebbe avuto sfortuna o avrebbe vissuto in povertà, mentre chi otteneva la moneta avrebbe avuto un futuro prospero e si sarebbe sposato in quell'anno. Altri oggetti che venivano inseriti nelle pagnotte includevano un medaglione raffigurante la Vergine Maria, atto a simboleggiare l'ingresso nella vita sacerdotale o monacale. Oggi questa tradizione prosegue ma viene utilizzato il solo anello, che predice un futuro fortunato.